# 黒沢夢姫
黒沢 夢姫（くろさわ ゆめき、1997年11月10日 - ）は、大分県出身の女子競輪選手。旧姓、吉田（よしだ）。日本競輪選手会埼玉支部所属（当初は愛知支部所属）。日本競輪学校（当時。以下、競輪学校）第114期生。師匠は山田二三補（64期）。夫は同じく競輪選手の黒沢征治（113期）。

## 経歴
高校時代から自転車競技を始め、2015年インターハイスクラッチレース2位、ポイントレース3位という実績を残した。高校卒業後、豊橋競輪のガールズケイリン選手の育成プロジェクトT-GUPに参加し、競輪選手を目指すこととなった。
2017年1月12日、競輪学校第114回技能試験に合格。在校競走成績は15位（0勝）。
2018年7月5日、名古屋競輪場でデビュー、7着に終わったものの内圏線踏み切りにより失格。初勝利は2019年4月8日の静岡競輪場で挙げた。
2022年1月11日、同じく競輪選手の黒沢征治と入籍。5月10日付で夫が所属する埼玉支部に移籍。9月、選手登録名を現姓に合わせて黒沢夢姫に変更。